# Jacob Arenfeldt (1723-1788)
 Der er flere personer med dette navn, se Jacob Arenfeldt (1755-1820).
Jacob Arenfeldt (født 16. maj 1723 i Kerteminde, død 26. november 1788) var en dansk søofficer.
Han var en søn af premierløjtnant i Søetaten Laur. Belov Arenfeldt (død 1727) og Cathrine Hedevig
f. Seierø. Kun 9 år gammel kom han i 1732 ind på Søkadetakademiet som kadet og udnævntes i 1743 til sekondløjtnant. Efter at have passeret de mellemliggende grader (premierløjtnant 1749, kaptajnløjtnant 1755 og kaptajn 1759) udnævntes han som kommandørkaptajn i året 1771 til overlods i det søndenfjeldske Norge og senere til overlods i Christianssand Stift og indrulleringschef sammesteds. Arenfeldt, der i 1777 var blevet forfremmet til kommandør, udnævntes til kontreadmiral i 1783 og havde i denne egenskab sin sidste udkommando i 1788, idet han i dette år blev chef for den norske flotille under prins Carl af Hessens overbefaling. Han afgik samme år, 26. november, ved døden. 24. oktober 1750 havde han ægtet Sophie Sibylle Nissen (1729-1763), datter af kommandørkaptajn Frederik Nissen.